# Provinzialmoor
Das Provinzialmoor ist ein Naturschutzgebiet in der niedersächsischen Gemeinde Twist im Landkreis Emsland.
Das Naturschutzgebiet mit dem Kennzeichen NSG WE 280 ist rund 533 Hektar groß. Es steht seit dem 21. Dezember 2013 unter Schutz. Zuständige untere Naturschutzbehörde ist der Landkreis Emsland.
Das Naturschutzgebiet liegt nordöstlich von Twist und westlich des Ortsteils Rühlerfeld im Internationalen Naturpark Bourtanger Moor-Bargerveen. Es stellt einen Teil eines Hochmoorgebietes unter Schutz. Das Hochmoorgebiet ist teilweise abgetorft und soll durch Wiedervernässungsmaßnahmen renaturiert werden. Im Süden des Naturschutzgebietes befindet sich eine Fläche, für die noch bis Ende 2018 eine Genehmigung für Torfabbau bestand. Dieser Bereich soll ebenfalls wiedervernässt werden. An mehreren Stellen befinden sich Einrichtungen für die Förderung von Erdgas und -öl innerhalb des Naturschutzgebietes.
Das Gebiet stellt einen zusammenhängenden Hochmoorbereich dar mit einem Mosaik aus naturnahem Hochmoor, Hochmoorregenerationsstadien, Moorheiden, Bruchwäldern sowie wiedervernässten Schwarztorfflächen. Der größte Teil wird von offenen, ehemaligen Torfabbauflächen geprägt. Diese sind von Torfdämmen und Entwässerungsgräben durchzogen. Insbesondere im Süden des Schutzgebietes finden sich auch Moorwaldflächen.
Die Unterschutzstellung dient der Erhaltung und Wiederherstellung hochmoortypischer Lebensräume als Lebensstätte seltener Tier- und Pflanzenarten und deren Lebensgemeinschaften. Auch Maßnahmen zur Kultivierung von Torfmoosen (Paludikultur) und das Beimpfen und Ernten der Wiedervernässungsflächen mit heimischen Torfmoosarten kann zugelassen werden.
Das Moorgebiet wird über verschiedene Gräben insbesondere zur Ems, aber auch zum Süd-Nord-Kanal entwässert. Im Nordwesten und Westen sowie im Osten grenzen landwirtschaftliche Nutzflächen, im Norden auch Brachen und im Süden weitere Torfabbaugebiete an das Naturschutzgebiet. Im Westen grenzt der etwa einen Kilometer lange Erlebnispfad „moor land schaffen“ an die Wiedervernässungsflächen im Naturschutzgebiet.